# Ryo Takayasu
Ryo Takayasu (Kanagawa, Japón, 19 de julio de 1981) es un nadador japonés retirado especializado en pruebas de estilo mariposa, donde consiguió ser medallista de bronce mundial en 2005 en los 4 x 100 metros estilos.

## Carrera deportiva
En el Campeonato Mundial de Natación de 2005 celebrado en Montreal ganó la medalla de bronce en los relevos de 4 x 100 metros estilos, nadando el largo de mariposa, con un tiempo de 3:35.40 segundos, tras Estados Unidos (oro con 3:31.85 segundos) y Rusia (plata con 3:35.08 segundos).